# Idaea sanctaria
Idaea sanctaria är en fjärilsart som beskrevs av Otto Staudinger 1900. Idaea sanctaria ingår i släktet Idaea och familjen mätare. Inga underarter finns listade i Catalogue of Life.